# Manfred Pohlen
Manfred Pohlen (* 11. August 1930 in Ochtendung bei Koblenz; † 11. Oktober 2024) war ein  deutscher Psychosomatiker, Psychiater, Neurologe, Psychoanalytiker und Lehranalytiker sowie Hochschullehrer. Er beschäftigte sich insbesondere mit empirischen Forschungen und Studien zur Evaluierung und Grundlagenforschung innerhalb der Psychoanalyse. Auch wissenschafts- und kulturtheoretischen Fragestellungen galt sein Interesse.

## Leben und Ausbildung
Manfred Pohlen wurde 1930 in Ochtendung geboren. Sein Vater war Chirurg und Chefarzt an einem katholischen Krankenhaus. Pohlen zufolge bewahrten beide Eltern jedoch kritischen Abstand zum Katholizismus und waren zudem politisch orientiert in entschiedener Gegnerschaft zum Nationalsozialismus. Der Vater war Mitglied des rheinischen „Zentrums“ in der Weimarer Zeit unter Adenauer. Manfred Pohlen besuchte die Volksschule in Ochtendung, das humanistische Gymnasium in Koblenz und bestand dort 1948 das Abitur. Er war daraufhin 15 Monate lang im Kohleuntertagebergbau an der Ruhr tätig und begann anschließend ein Studium der Philosophie und der Medizin in Mainz, Bonn/Köln und Freiburg im Breisgau. Das medizinische Staatsexamen bestand er im Jahr 1956. Er wurde 1959 an der Universität Bonn zum Dr. med. promoviert. Seine medizinische Dissertation mit dem Titel Katamnestische Untersuchungen bei den Nachkommen schizophrener Elternpaare unter tiefenpsychologischen Aspekten beschäftigt sich mit der Bestätigung einer epigenetischen Theorie anstatt einer erbbiologischen. 1960 begann Pohlen die psychiatrisch-neurologische Weiterbildung an der Universität Freiburg und setzte dort auch sein Studium der Philosophie fort. Während dieser Ausbildung hatte er Berührung mit den Lehren von Sigmund Freud und Jacques Lacan sowie mit der Schule Viktor von Weizsäckers. Besonderer geistiger Austausch bestand an dieser Fakultät außerdem auch mit Martin Buber, Romano Guardini, Martin Heidegger und Ludwig Binswanger.
Pohlen interessierte sich für eine hermeneutisch orientierte Psychiatrie in geisteswissenschaftlicher Auseinandersetzung mit der Psychopathologie der Psychosen. 1964 erhielt er die Facharztanerkennung für Psychiatrie und Neurologie in Freiburg. In den 1970er Jahren wurde ihm auch die Anerkennung ausgesprochen als Psychoanalytiker und Lehranalytiker durch Anneliese Heigl-Evers und Franz Heigl am Göttinger Institut für Psychoanalyse und Tiefenpsychologie. 1971 erfolgte die Habilitation für Psychiatrie und Psychoanalyse am Max-Planck-Institut für Psychiatrie bzw. am Klinikum rechts der Isar der Technischen Universität München über das Thema „Gruppenanalyse als Methode klinischer Arbeit: Eine empirische und methodenkritische Untersuchung“ bei Paul Matussek. Dabei ging es um den Ansatz, empirisch-klinische Verlaufs- und Ergebnisforschung in die Psychoanalyse einzuführen entsprechend den feldspezifischen Bedingungen der Klinik.
Pohlen war mehrjähriges Mitglied der SPD. und lebte in Wehrshausen (Marburg).

## Leistungen

### Studienzeit
Während seines Studiums nahm Pohlen an der studentischen Selbstverwaltung und anderen politischen Institutionen teil. Er war Referent für Gesamtdeutsche Fragen im VDS in Berlin (50er Jahre). Für die Unterstützung inhaftierter Studenten in der Sowjetischen Besatzungszone (SBZ) und für eine Fluchtorganisation gefährdeter Studenten fühlte er sich informell zuständig. Außerdem war er bis nach 1972 aktiv bei Amnesty International. Öffentlich zuständig war Pohlen zudem für eine innerdeutsche Politik mit den Studentenvertretungen der SBZ in Zusammenarbeit mit dem gesamtdeutschen Ministerium. Er engagierte sich für den Aufbau einer demokratischen Studentenorganisation (Bund demokratischer Studenten) als Gegenmodell fortlebender Nazibünde, stalinistischer Gruppen und gegen das Wiederaufleben nationalistischer Studentenvereinigungen in den 50er Jahren.

### Beruflicher Werdegang
Ab 1956 war Pohlen an städtischen Kliniken im Ruhrgebiet tätig; er beteiligte sich auch an der sozialpsychiatrischen Umorganisation eines psychiatrischen Großkrankenhauses in Köln-Porz/Ensen. Ab 1960 unterstützte er den Aufbau einer psychotherapeutischen Abteilung an der Psychiatrie Freiburg. Dort wurde er stellvertretender Leiter der Abteilung. 1966 begann Manfred Pohlen eine einjährige Mitarbeit an der Heidelberger Psychosomatik unter Leitung von Alexander Mitscherlich zur Beendigung der von ihm in Freiburg aufgenommenen psychoanalytischen Ausbildung in Heidelberg und am Sigmund-Freud-Institut in Frankfurt. Er erlebte nach Eigendarstellung dort jedoch einen „Kulturschock“, indem er den Übergang von der weltoffenen und kollegialen Wissenschaftssphäre der Freiburger hermeneutischen Psychiatrie zur „autoritär-paranoiden Welt an der Heidelberger Klinik“ erfuhr. Die damalige Zeit der Heidelberger Psychiatrie war geprägt vom Beginn öffentlicher Konflikte um die Einrichtung einer studentischen Beratungsstelle und mit dem späteren Sozialistischen Patientenkollektiv.
Von 1967 bis 1973 leistete Pohlen wissenschaftlich-klinische Tätigkeiten. Er wurde Professor für Psychotherapie und war stellvertretender Direktor der Forschungsstelle für Psychopathologie und Psychotherapie in der Max-Planck-Gesellschaft in München bei Paul Matussek. 1972 wurde Pohlen auf den Lehrstuhl für Psychotherapie am Universitätsklinikum der Universität Marburg berufen. Ab 1973 hat er dort ein Modell für strukturierte psychotherapeutische Arbeit im Klinischen Feld aufgebaut und im Zuge dessen die in München betriebene Forschung in klinischer Psychotherapie und Psychoanalyse weitergeführt – mit Fokus auf die Psychotherapie und Psychoanalyse der Psychosen. Diese Arbeit hat er bis zu seiner Emeritierung im Jahr 1997 fortgesetzt. Es ging ihm dabei u. a. um eine wissenschaftlich-empirische Feststellung der Ranggleichheit in der therapeutischen Wirksamkeit von akademischen Therapeuten und der therapeutischen Aktivität des Pflegepersonals und der Soziotherapeuten, die es auch praktisch an seiner Klinik umzusetzen galt. Das während der 1970er und 1980er Jahre veranstaltete öffentliche Seminar „Kritische Psychoanalyse“ stellte vorübergehend das Zentrum in der Auseinandersetzung des kritischen Zeitgeistes mit den sozialen Gegebenheiten dar und sollte Psychologen, Pädagogen, Theologen, Philologen, Juristen, Studenten der Linguistik und der Literaturwissenschaften, auch Medizinern eine sog. zweite Sozialisation vermitteln. Als Aufklärungswissenschaft in Auseinandersetzung mit Wilhelm Reich, Karl Marx, Theodor W. Adorno, Herbert Marcuse und anderen Autoren sollte es der zeitgeschichtlichen Situation und der politischen Verantwortung für das deutsche Problem nationalsozialistischer Gewalt Rechnung tragen. Die Ergebnisse dieser Veranstaltungen wurden von seiner langjährigen Mitarbeiterin und späteren Ehefrau Margarethe Bautz-Holzherr (1944–2021) verschriftlicht, aber bisher nicht zur Veröffentlichung freigegeben. Die der Begeisterungsfähigkeit zum Nachdenken der 68er-Bewegung aktiv entgegengebrachte und politisch gewollte Gegenwehr offenbarte in Westdeutschland eher die unbewältigte Vergangenheit der älteren Generation und ihrer Eliten.
Von der Gründung im Juli 2023 bis zu seinem Tod war Pohlen Vorstandsvorsitzender der von ihm mitgestifteten Pohlen-Bautz-Holzherr-Stiftung.

## Veröffentlichunge (Auswahl) und Wirken
Die folgende sehr begrenzte Auswahl von Schriften ist mit inhaltlichen Kommentaren versehen, welche die spezielle Richtung des beabsichtigten Wirkens des Autors kennzeichnen.
Die von Pohlen geforderte Enthierarchisierung und Demokratisierung der medizinischen Arbeitswelt wird seiner Auffassung nach bis heute unterdrückt. Damit liegt für ihn die Ursache für die entsprechenden beherrschenden Tatsachen in Einflüssen begründet, die ein Komplex von pharmazeutischer und medizinischer Geräte-Industrie zusammen mit dem medizinischen Apparat darstellt. Die Darstellung einer Arbeit von Demokratisierung zur Grundlegung einer allgemeinen klinisch-psychotherapeutischen Organisationsstruktur findet sich in folgendem Werk:
- Manfred Pohlen und Margarethe Bautz-Holzherr: Eine andere Psychodynamik – Psychotherapie als Programm zur Selbstbemächtigung des Subjekts. Hogrefe 2001; ISBN 3-456-83189-7.

Folgende Werke wollen eine Selbstaufklärung der Psychoanalyse darstellen im Gegensatz zu einer vom Analysanden implizit beeinflussten Selbsterkenntnis:
- Manfred Pohlen und Margarethe Bautz-Holzherr: Eine andere Aufklärung – das Freudsche Subjekt in der Analyse. Suhrkamp 1991; ISBN 3-518-58080-9.
- Manfred Pohlen und Margarethe Bautz-Holzherr: Psychoanalyse – das Ende einer Deutungsmacht. Rowohlt 1995; ISBN 3-499-55554-9.
- Manfred Pohlen und Margarethe Bautz-Holzherr: Eine andere Psychodynamik – Psychotherapie als Programm zur Selbstaufklärung des Subjekts. Huber 2001; ISBN 978-3-456-83189-3.

Die nach Auffassung des Autors notwendige Gegenseitigkeit als Prinzip der Beziehung zwischen Analytiker und Analysand kommt in folgendem Werk zum Ausdruck:
- Manfred Pohlen: Freuds Analyse – die Sitzungsprotokolle Ernst Blums von 1922. Rowohlt 2006; ISBN 3-499-55695-2.